# Wang Haoyu
Det här är en artikel om en person med kinesiskt personnamn; Wang är familjenamnet.
Wang Haoyu (kinesiska: 王浩宇), född 27 juli 2005, är en kinesisk simmare.

## Karriär
Vid kortbane-VM 2022 i Melbourne tävlade Wang i fyra grenar. Individuellt blev han utslagen i försöksheatet på både 50 meter frisim och 100 meter frisim. Wang var även en del av Kinas kapplag som slutade på sjätte plats på 4×50 meter mixed frisim samt simmade i försöksheatet på 4×50 meter medley.
Vid långbane-VM 2023 i Fukuoka tävlade Wang i fyra grenar. Han erhöll ett silver efter att simmat försöksheatet på 4×100 meter medley. Wang var även en del av Kinas kapplag som slutade på fjärde plats på 4×100 meter frisim, där de noterade ett nytt asiatiskt rekord. Individuellt blev han utslagen i försöksheatet på 100 meter frisim samt var också en del av kapplaget som blev utslagna i försöksheatet på 4×200 meter frisim.
Vid asiatiska spelen 2022 i Hangzhou, som arrangerades 2023, tog Wang silver på 100 meter frisim samt var en del av Kinas kapplag som tog guld på 4×100 meter frisim och silver på 4×200 meter frisim. Han erhöll även ytterligare ett guld efter att ha simmat försöksheatet på 4×100 meter medley.
I februari 2024 vid VM i Doha var Wang en del av Kinas kapplag som tog guld på 4×100 meter frisim, 4×200 meter frisim samt 4×100 meter mixed frisim.